# Västtrafik

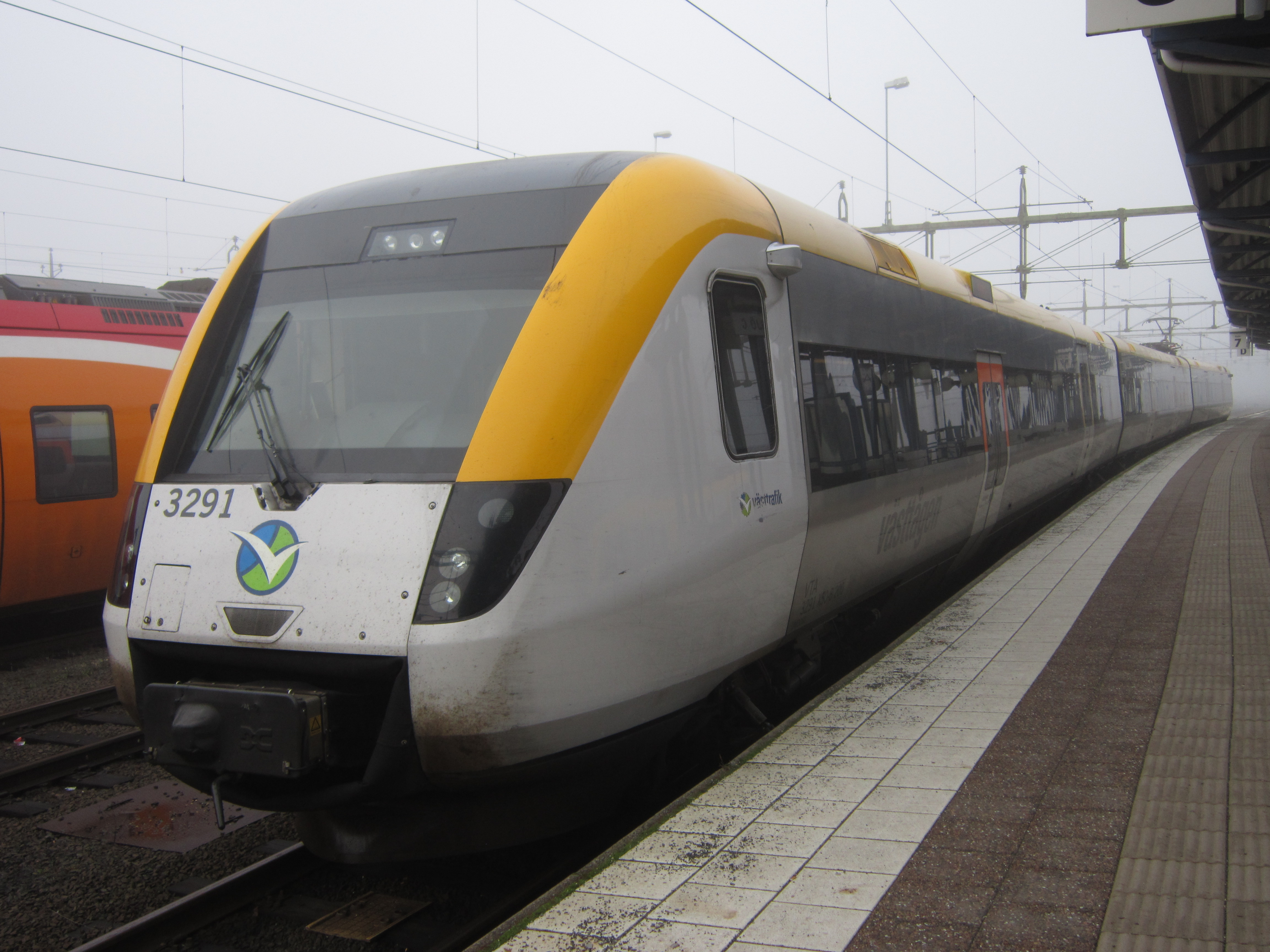
Un train de l'entreprise

Västtrafik est une agence responsable des transports publics (bus, ferries, trains et tramway de Göteborg) dans le comté de Västra Götaland en Suède.
La compagnie appartient pour 50 % au comté de Västra Götaland et pour 50 % aux 49 municipalités du Västra Götaland. Elle exploite les tramways de la ville ainsi que les ferries qui desservent l'archipel de Göteborg au départ de Saltholmen.
La totalité du réseau de transport public de Göteborg est équipée de capteurs qui donnent la position des bus et des tramways à chaque instant.
Le système permet d'estimer l'heure de départ au prochain arrêt en temps réel. Cette information est affichée dans les bus et les rames de tramway et signale tout retard affectant le prochain bus ou tramway.